# Nick Rose
Nicholas Henry Rose, detto Nick (Bristol, 30 dicembre 1951), è un ex mezzofondista britannico.

## Biografia
Ai XII Giochi del Commonwealth vinse la medaglia d'argento nei 5000 metri piani. Nella mezza maratona il suo miglior tempo è di 1:01:03, secondo solo a Steve Jones fra gli atleti britannici.

## Palmarès
| Anno | Manifestazione          | Sede        | Evento         | Risultato  | Prestazione | Note |
| ---- | ----------------------- | ----------- | -------------- | ---------- | ----------- | ---- |
| 1978 | Giochi del Commonwealth | Edmonton    | 5000 m piani   | 12º        | 13'55"18    |      |
| 1978 | Europei                 | Praga       | 5000 m piani   | 7º         | 13'32"8     |      |
| 1979 | Europei indoor          | Vienna      | 3000 m piani   | 5º         | 7'46"7      |      |
| 1979 | Mondiali di cross       | Limerick    | Corsa seniores | 21º        | 38'29"      |      |
| 1979 | Mondiali di cross       | Limerick    | A squadre      | Oro        | 121 p.      |      |
| 1980 | Mondiali di cross       | Parigi      | Corsa seniores | Bronzo     | 37'05"      |      |
| 1980 | Mondiali di cross       | Parigi      | A squadre      | Oro        | 100 p.      |      |
| 1980 | Giochi Olimpici         | Mosca       | 5000 m piani   | Semifinale | 13'40"55    |      |
| 1982 | Giochi del Commonwealth | Brisbane    | 5000 m piani   | Argento    | 13'35"97    |      |
| 1983 | Mondiali                | Helsinki    | 10000 m piani  | 7º         | 28'07"53    |      |
| 1984 | Giochi Olimpici         | Los Angeles | 10000 m piani  | 12º        | 28'31"73    |      |

## Campionati nazionali
1977
- Oro ai campionati britannici, 5000 m piani - 13'20"6

1980
- Argento ai campionati britannici, 5000 m piani - 13'42"1

1984
- Oro ai campionati britannici, 10000 m piani - 28'00"70

1989
- 18º ai campionati inglesi di corsa campestre

## Altre competizioni internazionali
1977
- 4º in Coppa del mondo ( Düsseldorf), 5000 m piani - 13'20"35
- Oro in Coppa Europa ( Helsinki), 5000 m piani - 13'27"84

1978
- Bronzo ai Bislett Games ( Oslo), 3000 m piani - 7'40"4

1979
- Oro alla River Corridor Classic ( Dayton) - 1h02'36"

1980
- Bronzo al Memorial Van Damme ( Bruxelles), 5000 m piani - 13'24"3
- 4º alla Cinque Mulini ( San Vittore Olona) - 31'25"

1982
- 6º ai Bislett Games ( Oslo), 3000 m piani - 7'47"36

1983
- Oro alla Crim Festival of Races ( Flint) - 46'58"
- Oro alla Gate River Run ( Jacksonville) - 43'42"
- Bronzo ai Bislett Games ( Oslo), 10000 m piani - 27'31"19

1984
- Oro alla Crim Festival of Races ( Flint) - 46'59"
- 5º ai Bislett Games ( Oslo), 5000 m piani - 13'18"91

1985
- Bronzo alla Philadelphia Half Marathon ( Filadelfia) - 1h01'03"

1990
- Argento alla Zevenheuvelenloop ( Nimega), 15 km - 44'54"

1991
- 7º alla Zevenheuvelenloop ( Nimega), 15 km - 45'02"

1994
- 46º alla Maratona di Londra ( Londra) - 2h21'10"
- 41º alla Maratona di New York ( New York) - 2h26'39"

1995
- 35º alla Maratona di Londra ( Londra) - 2h22'32"
- 52º alla Maratona di New York ( New York) - 2h25'37"